# Alexandre Dorna
 (avril 2023).
Alexandre Dorna est un psychosociologue français d’origine chilienne, professeur émérite de psychologie sociale et d'histoire de la psychologie à l’université de Caen-Normandie depuis 2015, décédé en 2021.

## Biographie
Il fait ses études au Chili puis devient assistant en psychologie sociale à l’université du Chili. Il s'exile en France après avoir été détenu à l'issue du coup d'État de 1973 au Chili,. En 1974, il est chercheur associé au CNAM et fait des recherches en psychopathologie du travail.
Il soutient un doctorat de troisième cycle en psychologie à l’Université Paris 8 Vincennes-Saint-Denis en 1978. Il est recruté comme maître de conférences en psychologie sociale à l'université Paris 8 en 1985. Il prépare une habilitation universitaire en 1991, puis est nommé professeur de psychologie sociale en 1992 à l’université de Caen-Normandie. 
En politique, Alexandre Dorna voulait réveiller la tradition française du radicalisme, qu'il jugeait absolument nécessaire pour la république française. Avec Gérard Benhamou et Stéphane Stéphane Baumont, il signe, en 2007,  une tribune en ce sens dans Libération. Il est membre fondateur de l'Union des Républicains radicaux.

### Activités de recherche et éditoriales
Il s'intéresse à la rhétorique politique, à la psychologie politique. En 2002, il dirige la revue électronique Les C@hiers de psychologie politique, et en 2010 la codirection de la Revue internationale de psychologie politique sociétale. Il fait également partie de la direction de la collection « Psychopolis » chez In Press(2004-2008) et de celle de la collection « Psychologie Politique » à L’Harmattan (depuis 2004). Il a co-dirigé l’axe « politique » au sein du Centre de recherche risques et vulnérabilités et le groupe d’études sur la propagande à l’Université de Caen. En 2002, Alexandre Dorna, alors secrétaire national du PRG et président de l'Institut d'Études Radicales, lance un "appel à construire, autour de la candidature de Jean-Pierre Chevènement, un grand pôle républicain, laïc et social" pour l'élection présidentielle.

## Publication
- « Du populisme et du charisme », Le Journal des psychologues, 2007/4 (n° 247), p. 29-34.
- « Pistes pour une étude contextuelle du discours politique populiste », Bulletin de psychologie, 2007/6 (Numéro 492), p. 593-600.
- Psichologia politica (avec L. Betea), Curtea, Bucarest, 2008.
- La Propagande : images, paroles et manufacturiers (avec Jean Quellien et Stéphane Simonnet), L’Harmattan, 2008.
- La Propagande : actualisations et confrontations (avec Jean Quellien), L’Harmattan, 2007.
- A psicologia politica o lider carismatico e personalidade democratica. Horizonte, Lisbonne, 2007.
- Petit traité de psychologie politique, In Press, 2006, (2 vol. Pour une psychologie politique française et Crises et violences politiques).
- Pourquoi combattre ?, sous la dir. de Pierre-Yves Rougeyron[11], Éditions Perspectives libres, Paris, janvier 2019,  (ISBN 979-10-90742-482).

## Distinctions
- 1986 : prix national de psychologie « Sergio Yulis » (Chili)[4].
- 2004 : docteur honoris causa de l'université d'Arad (Roumanie).